# Christiaan Paul Damsté
Christiaan Paul Damsté  (* 1944 in Arnheim) ist ein zeitgenössischer niederländischer Künstler.
Er studierte Kunst von 1962 bis 1970 an den Kunsthochschulen von Arnheim, ’s-Hertogenbosch und Gent und lebt und arbeitet heute in Arnheim. Er lehrte von 1972 bis 2005 an den Kunsthochschulen von Den Haag, Amersfoort, Düsseldorf und Arnheim.
Damsté arbeitet in nahezu allen Kunstdisziplinen: als Maler (abstrakte Landschaftsbilder), Grafiker, Zeichner und Bildhauer. Bekannt sind vor allem seine Materialcollagen und seine Eisenskulpturen aus Schrott und Holz. Er ist einer der bekanntesten zeitgenössischen Künstler in den Niederlanden mit starker Ausstrahlung nach Deutschland. Im Museum Schloss Moyland sind etwa 40 seiner Landschaftsbilder zu besichtigen.

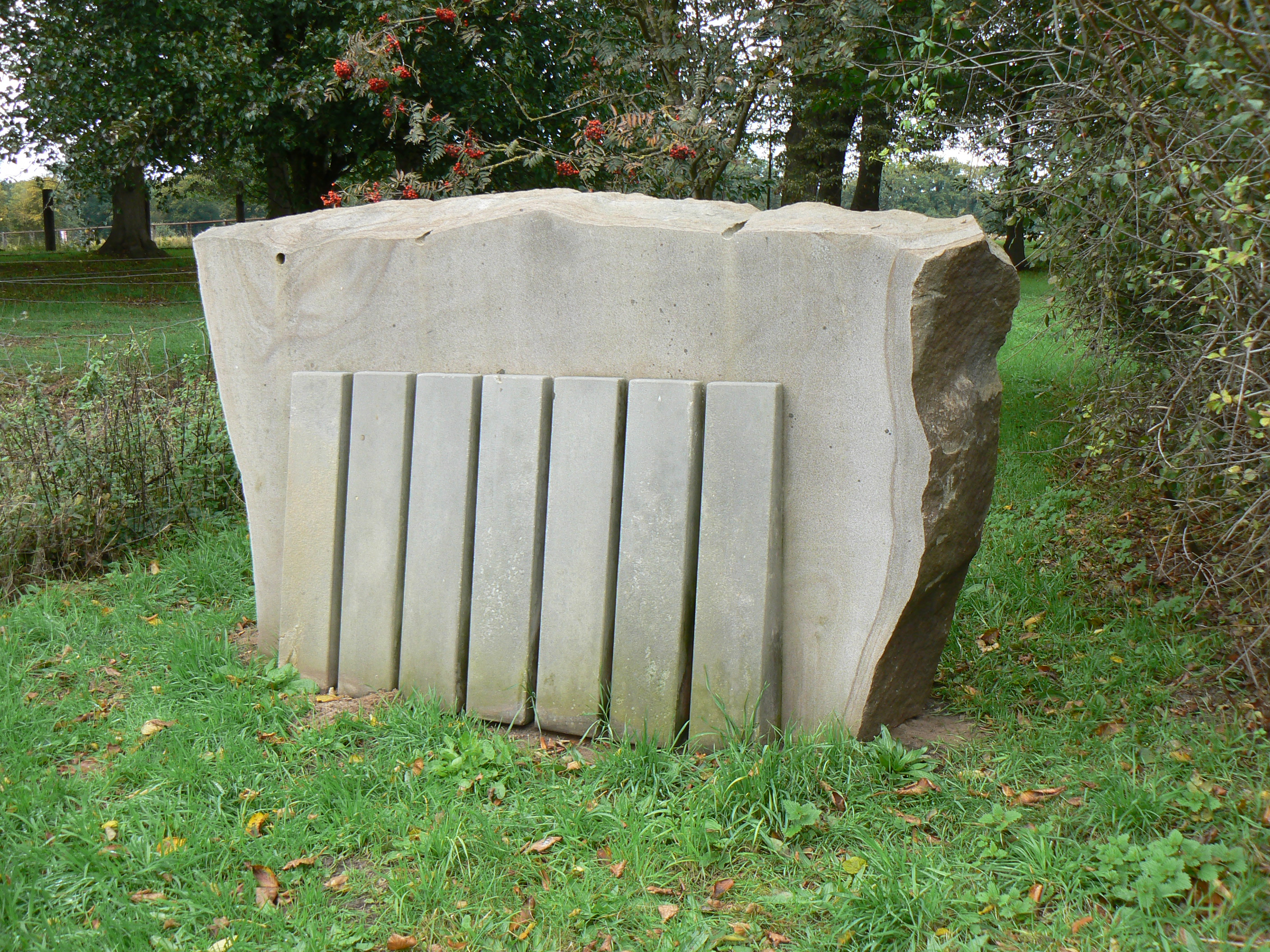
„Untitled“ (1979), Frenswegen

## Einzelausstellungen (seit 1990)
- 1990 Kunstpalast, Düsseldorf
- 1992 Arti Capelli, ‘s-Hertogenbosch
- 1993 Galerie De Vierde Dimensie
- 1994 Museum Arnhem
- 2002 Galerie Niepel, Düsseldorf
- 2004 Herne
- 2005 Galerie Merkle, Stuttgart
- 2005 Kunstsammlung Waiblingen (Katalog)